# طيور الشمس في غزة
طيور الشمس في غزة هو فريق دراجات هوائية للمعاقين مقره في قطاع غزة، فلسطين. أسس الفريق في عام 2020 على يد علاء الدالي وكريم علي. أسس الفريق لتوفير الفرص الرياضية للرياضيين ذوي الإعاقة في غزة، والذين أصيب العديد منهم بجروح بسبب الغارات الجوية الإسرائيلية أو نيران القناصة.
إلى جانب دوره كفريق رياضي تنافسي، أصبح فريق طيور الشمس في غزة رمزًا للدفاع عن حقوق الأشخاص ذوي الإعاقة، حيث استخدم ركوب الدراجات لتضخيم أصوات الرياضيين ذوي الإعاقة ومجتمعهم.
في أكتوبر 2023، وسع الفريق مهمته لتشمل توزيع المساعدات الإنسانية، حيث قام في البداية بتسليم المساعدة بالدراجة إلى المدنيين النازحين والمصابين في غزة. وفي حين أن معظم أعضاء الفريق لا يزالون في غزة، ويواصلون جهود الإغاثة وركوب الدراجات عندما يكون ذلك ممكنا، فقد إجلى اثنين من الرياضيين: علاء الدالي وأبو عصفور ويشاركان في المنافسة بنشاط.

## تاريخ
أصبح علاء الدالي راكبًا للدراجات في سن مبكرة. وفي أوائل عام 2018، تأهل للمنافسة في دورة الألعاب الآسيوية في ذلك العام، لكنه كان يكافح من أجل الحصول على تصريح من الحكومة الإسرائيلية لمغادرة قطاع غزة. في مارس 2018، حضر مسيرة العودة الكبرى مرتديًا ملابس ركوب الدراجات "للدعوة إلى حق العودة كلاعب رياضي غير قادر على مغادرة غزة". وفي أثناء مشاركته في الاحتجاج، أطلق قناص إسرائيلي النار على ساقه، ما أدى إلى تحطم عظمه، في النهاية كان لا بد من بتر ساقه. أثناء تعافيه، التقى كريم علي، وعلى مدار العام التالي قرر الثنائي تأسيس مشروع ركوب الدراجات لذوي الاحتياجات الخاصة. كما قام بتعديل دراجة حتى يتمكن من الاستمرار في ركوبها، وبدأ في إعادة تعلم ركوبها بعد شهرين من بتره.
في عام 2020، أسس الاثنان رسميًا مجموعة "طيور الشمس في غزة"، وكان لديها عشرة أعضاء بحلول نهاية العام.
لقد أدى الحصار الإسرائيلي المفروض على غزة إلى الحد بشكل كبير من إمكانية الحصول على الدراجات والأطراف الاصطناعية والمعدات التكيفية. يقوم الفريق بتعديل الدراجات القياسية لراكبي الدراجات الذين فقدوا أرجلهم، لكن الحصول على معدات متخصصة لركوب الدراجات الهوائية يظل تحديًا كبيرًا. كما عرقلت محاولات الفريق للتنافس على المستوى الدولي مرارا وتكرارا بسبب رفض إسرائيل منحهم تصاريح الخروج.
بحلول عام 2023، أصبح الفريق يضم 20 عضوًا وعقد خمس جلسات تدريبية أسبوعية، بما في ذلك جلسة واحدة للمراهقين. في وقت من الأوقات كان عدد أعضاء المجموعة حوالي 50 عضوًا. نظمت المجموعة فعاليات لجمع التبرعات لدفع ثمن المعدات وجمع الأموال لمجموعات أخرى. وكانت بعض رحلاتهم الجماعية على طول الساحل أو طريق صلاح الدين، في حين كانت رحلات أخرى بطول 55 ميلاً، من معبر رفح الحدودي إلى حاجز بيت حانون.

## الحرب وجهود المساعدة
بعد اندلاع حرب غزة في أكتوبر 2023، وسعت فرقة "طيور الشمس في غزة" مهمتها إلى ما هو أبعد من ركوب الدراجات، حيث استخدمت دراجاتها لتوصيل المساعدات الأساسية للمدنيين النازحين. وبالتعاون مع منتدى شارك الشبابي، قاموا بإنشاء مخيم للنازحين في دير البلح. لقد أثرت الحرب بشكل عميق على جميع أعضاء الفريق، الذين واجهوا النزوح والفقر والأزمات الصحية الشديدة.
في أبريل 2024، إجلى أعضاء الفريق أبو عصفور، وعلاء الدالي، والمدرب أبو حسن لمواصلة التأهل لدورة الألعاب البارالمبية الصيفية 2024. وعلى الرغم من مشاركتهم في التصفيات المؤهلة في بلجيكا وإيطاليا، إلا أن تأثير الحرب والنزوح أدى إلى تعطيل تدريبهم بشكل كبير، مما حال دون تأهلهم بنجاح.
اعتبارًا من عام 2025، قاموا بتوزيع مساعدات بقيمة تزيد عن 400000 دولار، بما في ذلك: طرود الوجبات، ومستلزمات النظافة، والملابس، ومنتجات العناية بالأطفال، والدراجات.
أظهرت مجتمعات ركوب الدراجات في جميع أنحاء العالم تضامنها من خلال تنظيم رحلات لرفع مستوى الوعي والدعم لطيور الشمس في غزة.

## روابط خارجية
- الموقع الرسمي